# 恋する夏の日
「恋する夏の日」（こいするなつのひ）は、1973年7月1日に発売された天地真理の7枚目のシングル。売上50万枚。

## 概要
天地はこの曲で「第24回NHK紅白歌合戦」に2度目の出場を果たし、白いテニスウェアに白いロングブーツ姿の衣装を着て歌を披露した。
渡辺晋は、企画会議の際に「軽井沢のテニスコートをイメージするのか箱根のテニスコートをイメージするのかはっきりさせろ」と詰問し、「社長、もちろん軽井沢です」となったという。
ザ・ドリフターズ主演映画『チョットだけョ全員集合!!』で、女性医者に扮した天地が劇中で歌っている。
1991年11月6日には、桜っ子クラブさくら組の胡桃沢ひろ子によってカバーされた（編曲：藤原いくろう）。

## オリコンチャート成績
- オリコン10位以内には、1973年（昭和48年）7月16日で1位で初登場。その後引き続き1位を6週連続で獲得し、10週にわたってオリコン10位以内にランクイン、100位以内には19週にわたってランクインした。オリコン集計では50.2万枚。また、1973年（昭和48年）年間オリコンでは8位を獲得するなど、1973年（昭和48年）の歌謡界を代表する作品の1つとなる。
- この曲が現在、天地真理がシングルで1位を獲得した最後の作品となっている。
- 天地はこの曲で、週間オリコン1位獲得週23週・オリコン1位獲得5作品 当時歴代最高記録を残した。

## 収録曲
- 全曲作詞：山上路夫／作曲：森田公一／編曲：馬飼野俊一

1. 恋する夏の日
2. 花ひらくとき

## 収録作品
- GOLDEN☆BEST 天地真理 コンプリート・シングル・コレクション・アンド・モア
- 天地真理 プレミアム・ボックス　-　歌手デビュー35周年記念CD-BOX
- 35th Anniversary（2006年ヴォーカル・ニューバージョン）